# 청주기적의도서관
청주기적의도서관은 대한민국 충청북도 청주시 서원구 수곡1동에 있는 도서관이다.

## 연혁
- 2003년 2월 17일 청주기적의도서관 건립 신청
- 2003년 3월 22일 청주기적의도서관 건립 선정 발표
- 2003년 7월 16일 현황 측량 실시
- 2003년 8월 14일 건립 설계안 설명회
- 2003년 10월 8일 공사 착공
- 2004년 3월 12일 청주시기적의도서관 설치 및 운영조례 제정
- 2004년 3월 26일 민간위탁동의안 의회 승인
- 2004년 4월 2일 건물 준공
- 2004년 4월 26일 위탁자 선정 (청주지역사회교육협의회)
- 2004년 7월 15일 청주기적의도서관 개관 및 1대 관장 취임 (서일민)
- 2004년 11월 2일 도서대출서비스 실시 (1가족 2권)
- 2004년 11월 23일 청주기적의도서관 홈페이지 구축
- 2005년 4월 8일
  - 도서관리시스템 교체 (KOLAS Ⅱ 설치)
  - 도서대출서비스 확대 실시 : 1가족 2권 → 5권
- 2006년 1월 1일 제2대 관장 취임 (서일민)
- 2006년 5월 12일 비도서자료(CD, DVD) 관내대출 실시
- 2006년 6월 23일 홈페이지 리뉴얼 작업
- 2006년 7월 15일 도서대출서비스 확대 실시 : 1가족 5권 → 8권
- 2007년 2월 22일 천체투영관 개관
- 2008년 3월 10일 장서점검 실시
- 2008년 12월 31일 청주지역사회교육협의회 재수탁
- 2009년 4월 10일 제3대 관장 취임 (정창순)
- 2009년 11월 6일 청주기적의도서관 설치 및 운영조례 일부 개정 (휴관일 변경)
- 2009년 12월 22일 문자 메시지 서비스(SMS) 실시
- 2010년 2월 8일 도서관 인터넷 전용선 설치
- 2010년 4월 1일 북스타트(Bookstart) 선포식
- 2010년 6월 7일 도서관 열람실 증축 및 1층 리모델링
- 2011년 1월 4일
  - 도서대출서비스 확대 실시 : 1가족 8권 → 10권
  - 도서대출증 당일 발급 서비스 실시
- 2011년 1월 16일 도서관 홈페이지 재구축
- 2012년 1월 1일 제4대 정창순 관장 취임
- 2012년 12월 24일 문화체육관광부 장관상 수상
- 2013년 4월 2일 도서대출증 발급 확대: 가족회원증(1가족 10권) → 개인회원증(1인 5권)
- 2013년 6월 24일
  - 도서관리시스템 업그레이드(KOLASⅡ UP → KOLASⅢ)
  - 서버 컴퓨터 교체 및 KOLAS 접속로그관리시스템 도입
- 2014년 7월 1일 청주시 기적의도서관 설치 운영 조례 개정
- 2014년 11월 21일 5차 수탁기관 협약(대한청소년충효단연맹)
- 2015년 3월 3일 제 5대 관창 취임(민경록)
- 2015년 6월 2일
  - 통합 청주시 공공도서관시스템 도입
  - 통합 청주시 단일 회원증 발급
  - 도서관리시스템 교체(KOLAS Ⅲ → SLIMA)
- 2016년 6월 2일 청주시 공공도서관 홈페이지 통합
- 2017년 3월 26일 RFID 시스템 구축 사업
- 2017년 7월 1일 국립중앙도서관 책바다(상호대차) 서비스 시행
- 2017년 11월 15일 6차 수탁기관 선정(대한청소년충효단연맹)
- 2017년 12월 10일 ~ 12월 14일 청주시 도서관 통합 서비스 시스템 구축(SLIMA→ALPAS)
- 2018년 1월 1일 제 6대 관장 취임(민경록)
- 2018년 1월 1일 국립중앙도서관 책나래(상호대차) 서비스 시행
  - 자료 열람 및 대출 관한 규정 개정(대출기간 변경 : 10일→15일)
  - 책이음 서비스 시행
- 2018년 8월 1일 청주시 공공도서관 책밴드(상호대차) 서비스 시행
- 2019년 3월 5일 독서진흥프로그램 '이야기 인형 입양하기'
- 2019년 3월~12월 (2019) 유아 문화예술교육사업
- 2019년 4월~12월 찾아가는도서관서비스(Out-reach Service)
  - 충북대학교 '바람의도서관'
  - 지역아동센터·작은도서관 '독서프로그램' 지원
- 2019년 7월 1일 청주기적의도서관 담당 부서 이관(청주오송도서관 → 청주시립도서관)
- 2019년 8월~9월 (2019) 충청북도 유치원 교사 연수(단재교육연수원 특수직무교육사업)
- 2020년 2월 23일~5월 19일 코로나19로인한 도서관 임시휴관(드라이브스루 대출운영/프로그램 비대면화)
- 2020년 3월 17일~4월 13일 도서관 시설 개보수(담장 교체,외부도색)
- 2020년 7월 24일 책 소독기 설치(2대)
- 2020년 12월 4일 7차 수탁기관 선청(대한청소년충효단연맹)
- 2020년 12월 21일 독서문화 플랫폼 구축
- 2021년 1월 1일 제 7대 관장 취임(민경록)
- 2021년 1월 14일~2월 16일 열람실(2층 서고 정리 및 열람실 재정비)
- 2021년 5월 6일~8월 3일 도서관 시설 개보수(도서관 내부)
- 2022년 3월 15일 도서대출사전예약 서비스 시행
- 2022년 3월 25일 다목적홀 음향장비 교체
- 2022년 4월 21일~5월 15일 앞마당 파고라 공사
- 2022년 9월 30일 청주기적의도서관 담당부서 이관(청주시립도서관 사서팀 → 운영팀)
- 2022년 12월 9일 길 위의 인문학 우수기관 한국도서관협회장상 수상
- 2022년 12월 23일 공공용어 정비를 위한 청주시 기적의도서관 설치 및 운영 조례 등 일부 개정
- 2023년 5월 11일 체험형동화구연 구축 및 다목적 홀 테이블·의자 교체
- 2023년 12월 12일 길 위의 인문학 문화체육부장관상 수상

## 이용 안내
이용 시간
- 화요일 ~ 일요일: 09:00 ~ 18:00

휴관일
- 매주 월요일
- 어린이날 및 일요일을 제외한 공휴일(단, 설·추석 연휴 중의 일요일은 휴관)
- 기타 장서점검 및 시설 보수 등의 도서관 사정에 따른 임시 휴관일